# Mainframe
Mainframe computere er høj-kapacitetscomputere som hovedsageligt anvendes af større virksomheder og offentlige institutioner til kritiske applikationer, samt behandling af større mængder data såsom forbruger- og sektorrelateret statistik, ressourceallokering og registrering af transaktioner. Begrebet refererer oprindeligt til de første computeres store kabinet som indeholdt hovedprocessoren og hard drive. I 1970 opstod begrebet 'minicomputere' (bl.a. Hewlett-Packard). Senere skiftede mainframe-begrebet betydning til at skelne mellem de nyeste kommercielle modeller, og modeller med lavere kapacitet, der typisk blev anvendt i et netværk – se begrebet distribueret databehandling eller SNA – Systems Network Architecture fra slut-70-erne. Egentlige mainframes blev lanceret i 1960’erne men er siden hen blevet videreudviklet igennem flere generationer. Særligt i 1990’erne undergik mainframen en gennemgribende genudvikling der resulterede i den mainframe vi kender i dag.

## Beskrivelse
De moderne mainframe computere er karakteriseret ud fra deres evne til at håndtere store mængder af input (typisk defineret som MIPS (Million Instructions Per Second)), stor driftsikkerhed, høj tilgængelighed, kompatibilitet med ældre software-løsninger, samt muligheden for at skalere både op og ned. Maskinerne kan køre i lange tidsintervaller uden afbrydelse, som konsekvens af deres store driftsikkerhed.
I starten af 1960’erne havde de fleste mainframes endnu ikke et interaktivt interface – hulkort, hulstrimmel og magnetbånd blev anvendt til at transportere data og programmer. Disse fungerede gennem batch mode til at støtte op omkring back office funktioner såsom kunde fakturering, og samtidig støttede interaktive terminalers applikationer frem for programudvikling. Typewriter and Teletype produkter blev også typisk brugt som kontrolkonsoller op gennem 1970’erne, men blev senere erstattet af det mere velkendte tastatur og monitor. I starten af 1970’erne var mange mainframes udstyret med interaktive brugerflader og fungerede som ”timesharing”-computere, hvis funktion var at støtte hundredvis af brugere samtidigt med de kørte batch processing. Brugere fik adgang gennem specielle terminaler, som senere blev erstattet af PC’en, der blev udstyret med terminal emulation software. I 1980’erne var mange mainframes i stand til at køre grafiske terminaler med terminal emulation, men kunne stadigt ikke producere en grafisk bruger interface. Denne form for slut-bruger computer blev udkonkurreret på mainstream markedet af PC’en i slutningen af 1980’erne i kraft af, at PC’en blev udstyret med et grafisk user interface (GUI). Dette er ydermere også grunden til, at de klassiske mainframes næsten blev udryddet fra markedet i det 21. århundrede.
Mainframen har fået tilskrevet sig sit navn på baggrund af dens betydelige størrelse, og fordi dens påkrævede specialiserede opvarmning, nedkøling, ventilation, vedligeholdelse og strømforsyning udgjorde et ”main framework” og specialiseret infrastruktur. I starten af 1990’erne ændrede behovet sig for en så omfattende infrastruktur til mainframen, i kraft af CMOS mainframedesign som erstattede den gamle bipolare teknologi. IBM hævdede, at deres nye mainframes ville reducere datacenterets energiomkostninger i form af mindre strømforbrug og nedkøling, samt at den ville have en mindre fysisk ramme sammenlignet med server farms.

## Karakteristika
Næsten alle mainframes siden 1972 kan køre flere styresystemer samtidigt, og derved fungere som platform for en samling af virtuelle maskiner. I sådan et tilfælde kan en mainframe erstatte denne mere funktionsdygtige hardware med den traditionelle server. Selvom mainframen var forløber for virtualiseringen af mange maskiner, findes teknologien i de fleste nyere systemer – dog sjældent ligeså veludviklet.
Mainframes kan i dag tilføje eller ”hot swappe” systemkapacitet uden at forstyrre systemfunktioner med langt større nøjagtighed end de fleste andre serverløsninger. Moderne mainframes, specielt IBMs zSeries; System z9 og System z10 servere, er i stand til at producere to niveauer af virtualisering: Logisk opdeling (logical partitions) (LPARs via PR/SM) og virtuelle maskiner (via z/VM systemet). Mange mainframe kunder bruger to maskiner: én som deres primære datacenter, og en anden som deres back-up datacenter, som enten er helt eller delvist aktive, eller på standby – i tilfælde af at en katastrofe indtræffer og påvirker bygningen. Tests og udvikling af applikationer og disses funktion kan typisk køre på en enkelt maskine, med undtagelse af enkelte situationer hvor kapaciteten ikke nødvendigvis rækker. En installation af to mainframes vil kontinuerligt kunne udføre funktioner i tilfælde af overbelastninger. Mange kunder benytter sig af flere mainframes som er forbundet gennem Parallel Sysplex og delt DASD (i IBMs tilfælde), eller gennem delt, men geografisk spredt hard drive plads som udbydes af EMC og Hitachi. Mainframes er designet til at kunne klare meget store mængder af input og output (I/O), og repræsenterer essensen af ”throughput computing”. Siden midten af 1960’erne i forbindelse med lanceringen af IBM's 360-arkitektur har mainframe-designet inkluderet flere underordnede computere (kanaler eller perifære processorer), hvis formål er at styre I/O således at CPUs kapacitet kan fokuseres udelukkende på high speed memory. IBM 360-serien var den første serie computere, hvor interfacet til disk blev offentliggjort og standardiseret i form af veldokumenterede systemkommandoer, såkaldte CCW'er – Channel Command Words. Dette første i slutningen af 1960'erne til fremkomsten af de første kompatible, konkurrerende leverandører af disk enheder (især Memorex). Håndtering af meget store databaser of filer er norm-praksis for mainframes, og rekord store gigabyte/terabyte ratioer er ikke ualmindeligt i dag. Sammenlignet med den almindelige PC, har mainframes op mod 100.000 gange så meget plads til online lagring af data, og kan få adgang til data langt hurtigere. Andre typer servere benytter sig ligeledes af throughput computing. Med hensyn til mainframes økonomiske rentabilitet eller ROI (return on investment), afhænger dette af dens evne til at skalere og effektivt køre forskellige mængder data, reducere arbejdsomkostninger, levere uafbrudte ydelser til forretningsapplikationer, samt andre omkostningsfaktorer.
Mainframes besidder også ”udførelsesintegritet” i forbindelse med fault tolerant computing.Alklerede IBM 370-serien, der blev lanceret i 1971, arbejdede med single bit correction, så systemet automatisk opdagede og rettede enkeltbits fejl i memory – i modsætning til for eksempel CDC's mainframe. Tilsvarende udfører z900, z990 og System z10 serverne resultatorienterede instruktioner to gange, sammenligner resultater og vurderer eventuelle forskelle gennem genstartning af gennemløbet og failure isolation. Dernæst skiftes arbejdsbelastningen til processorne uden at de operationelle funktioner, applikationer eller brugere vil blive påvirket. Denne hardware egenskab, som HP’s nonstop systemer også besidder, er bedre kendt som ”lock-stepping”, fordi begge processorere udfører deres instruktioner i trin (læs: steps). Mange applikationer har brug for, at serverne er i stand til at udføre lock-stepping i forbindelse med eksempelvis finansiel transaktionsbehandling.

## Forskel fra supercomputere
Den store forskel som adskiller supercomputeren fra en mainframe er, at disse hovedsageligt anvendes til løsning af kvantitative beregninger til videnskabeligt arbejde, mens mainframen bruges til transaktionsprocesser. En dybere redegørelse følger:
- Målestokken for mainframens arbejde er MIPS (millions of instructions per second), hvor standard instruktioner er heltalsoperationer, mens målestokken for supercomputere er FLOPS (floating point operations per second) og TEPS (traversed edges per second). Heltalsoperationer inkluderer omrokering af data i hukommelses – og checkkategorier. Floating point processer består hovedsageligt i at skabe forudsigelser på baggrund af ekstremt taltunge kvantitative estimater, som bl.a. bruges til vejrprognoser, kvantefysik etc. Derfor overstiger supercomputerens beregningsmæssige kapacitet mainframens.
- Mainframes er designet til at fungere som transaktionsprocessor, eller som det karakteriseres i erhvervslivet; kommerciel handel med varer, tjenester eller penge. I definitionen for en transaktion (defineret af Transaction Processing Performance Council) indgår det, at transaktionen altid skal opdateres til et databasesystem for at kunne føre justits med lager, reservationer eller pengedepoter. Transaktioner inkluderer også aktiviteter såsom disk read/writes, operating system calls, eller dataoverførsel fra et subsystem til et andet. Disse aktiviteter er dog ikke en indikator for størrelsen af computerens processor. Transaktioner er ikke udelukkende forbeholdt mainframes, men anvendes også ved mikro-processor computere og online netværk.

## Historie
Fra slutningen af 1950’erne og op igennem 1970’erne var markedet optaget af en række mainframeproducenter. Denne gruppe af virksomheder blev hurtigt kendt som ”IBM og de 7 små dværge”: IBM, Burroughs, UNIVAC, NCR, Control Data Corporation, Honeywell, General Electric og RCA. I kraft af at flere producenter faldt under et shakeout i 1970’erne fra blev øgenavnet ændret til ”IBM and the BUNCH”. BUNCH er forbogstaverne på konkurrenterne der kunne omdannes til akronymet BUNCH. IBM’s dominans skal tilskrives deres 700/7000 series primært til videnskabeligt brug og store tekniske installationer, 1410 -systemet til avancerede kommercielle brugere, ikke mindst luftfartselskaber og forsikring/bank. Udviklingen af 360 series mainframes blev den største kommercielle satsning fra IBM's side, hvor hovedprincippet var at konstruere en familie af computere, som var indbyrdes kompatible og med styresystemer, der afspejlede den nyeste SW teknologi. Det væsentligste styresystem selv for større 360-anlæg, var dog fortsat DOS – Disk Operating System, der fungerede med 2 front end partitioner og en back end partition, der kunne afvikle batchopgaver, medens den første understøttede systemkommandoer og den anden kunne afvikle teleproces-systemer – i starten teletype baserede, senere baseret på de første skærmterminaler IBM 2260.
I Danmark var 360-serien især populær i banker og forsikring, men også de kommunale databasecentre og I/S Datacentralen, der opstod i starten af 60'erne benyttede 360-serien – Datacentralen og NEUCC var dog i starten baseret på IBM 7090-systemerne.
Bemærkelsesværdige producenter uden for USA inkluderede Siemens og Telefunken i Tyskland, ICL i Storbritannien, Olivetti i Italien samt de japanske producenter Fujitsi, Hitachi, Oki og NEC. Under Den Kolde Krig producerede Sovjetunionen og Warszawa-pagtlandene kopier af IBM mainframes, men også deres egenudviklede mainframes – BESM series og Strela er herunder de bedste eksempler.
IBM 370-systemet, der var afløseren for IBM 360-serien, blev annonceret i juni 1970, og var den første nye computerserie, der var bagudkompatibel med 360-serien for at lette kundernes overgang til ny teknologi. De indeholdt en helt ny teknik til afløsning af den såkaldte ferrit-kernebaserede Core Memory, og derudover blev der i forbindelse med lanceringen af 370/145 systemet yderligere introduceret et nyt operativsystem – Virtual Memory, der som det første operativsystem muliggjorde afvikling af flere virtuelle maskiner med forskellige operativsystemer samtidigt.
Grundstenene fra sidstnævnte er stadig at finde i deres nuværende zSeries, som sammen med Burroughs og Sperry (Unisys), er blandt de få mainframes hvor deres grundarkitektur kan spores tilbage til deres tidlige rødder. Dog skal det nævnes, at mens IBMs zSeries stadig benytter 24-bit System/360 code, har de nye 64-bit zSeries z9 CMOS servere intet tilfælles med de ældre systemer, hvad fysiske karakteristika angår.
I begyndelsen af 1970’erne medførte en faldende efterspørgsel og hård konkurrence en udrensning af markedet – RCA blev opkøbt af UNIVAC og GE droppede også deres mainframe produktion. I slutningen af 1970'erne gav det forhold, at interface standarder til såvel 360- som 370 systemerne blev offentliggjort, anledning til en mængde nye virksomheder, der udviklede perifert udstyr, der kunne anvendes på IBM mainframes – det gjaldt i Norden f.eks. Stansaabs terminaler, der konkurrerede med IBMs skærmterminaler, det gjaldt flere diskfabrikanter og andre leverandører. Den største tilsyneladende udfordring kom i slutningen af 1970 fra USA, hvor Gene Amdall forsøgte at kopiere selve designet i IBMs 370 serie. Gene Amdahl havde oprindeligt været med til at udvikle IBM's første udkast til 370-serien, men havde forladt IBM i 1970 fordi hans ideer ikke blev videreført. Hans første "plug compatible" 470/V6 system blev lanceret i 1975, og forårsagede i årene frem til ca. midt 1980'erne en del konkurrence. Konkurrencen bidrog indirekte til ændringen af IBM's markedsføringsstrategi, herunder forlod man princippet om "alle kunder- samme pris" og man "unbundlede" systemkonsulentassistancen, hvilket medførte betydelig fleksibilitet i prissætningen og konkurrencevilkårene. Allerede i 1979 forlod Gene Amdahl sit firma og stiftede Trilogy.
I 1980’erne blev Honeywell opkøbt af Groupe Bull og UNIVAC indgik senere som en subdivision under Sperry, som senere gik sammen med Burroughs og udgjorde Unisys Corporation i 1986. I 1991 tilfaldt NCRs ejerskab til AT&T, men aktiemajoriteten blev hurtigt købt tilbage. I denne periode, fandt andre virksomheder ud af at servere som var baseret på mikrocomputerdesign kunne installeres langt billigere, og tilbyde brugerne langt større kontrol over deres egne systemer i forhold til de daværende IT-regulationer og praksis. Terminaler som blev anvendt til interaktion mellem mainframes blev erstattet af PC’en. Dette medførte at efterspørgslen styrtdykkede, og den traditionelle mainframe blev nu hovedsageligt anvendt af finansielle - og regeringsinstutitioner. I starten af 1990’erne var der bred konsensus blandt analytikere om, at mainframes var et forældet produkt fordi mainframe-platformene i stigende grad blev erstattet af PC-netværk. Stewart Alsop fra InfoWorld er berømt for sin udtalelse om, at der ville blive slukket for den sidste mainframe i 1996.
Alsops udtalelse holdt som bekendt ikke stik, og denne tendens begyndte at vende i slutningen af 1990’erne, fordi virksomheder fandt nye måder, hvorpå deres mainframes kunne benyttes. Dette kombineret med, at prisen på datanetværk kollapsede næsten over hele verden bevirkede, at der igen opstod et behov for centraliseret databehandling. E-handel bidrog også til mainframes genopstand, givet den massive stigning af back-end transaktioner som mainframe software behandlede, samt evnen til at håndtere store mængder I/O og throughput. Batch processing såsom fakturering blev i stigende grad en mere væsentlig konsekvens af E-handlen, hvilket mainframes er yderst velegnede til. En anden faktor som bidrog til det stigende behov for mainframes var udviklingen af Linux styresystemet, som blev implementeret i IBM mainframe systemer i 1999 og køres typisk som hundredvis af virtuelle maskiner på en enkelt mainframe. Linux tillader brugere at benytte sig af open source software kombineret med mainframe hardware RAS. Den kraftige økonomiske vækst i BRIC-landene, specielt i Kina, resulterede i massive investeringer i mainframes med henblik på at løse exceptionelt komplicerede beregningsudfordringer, og bidrog således med databaser i stand til at behandle online-transaktioner for over en milliard forbrugere på tværs af mange brancher (bankvirksomhed, forsikring, kreditrapportering, offentlige ydelser etc.) I slutningen af 2000’erne lancerede IBM deres 64-bit/Architecture og opkøbte en række software producenter såsom Cognos og lancerede ny software til deres mainframes. Virksomhedens kvartalregnskaber i 2000’erne berettede typisk om stigende omsætning fra deres mainframesalg. Dog har IBMs mainframe hardwareforretning ikke været immun over for det stagnerende hardwaremarked eller overfor model cycle effects. Eksempelvis, faldt IBMs omsætning fra System z i 4. kvartal 2009 med 27% sammenlignet med det forgange år.

### Mainframens historie i Danmark
1960’erne markerede det første årti med ”rigtige” computere, fra IBM 701 til 1401 og senere 1410, som blev udnævnt til at være den første rigtige computer, og årsagen til denne skelnen er, at ”rigtige” computere havde multiplikation og division som en del af instruktionssættet, en egenskab tidligere computere og andre moderne maskiner blev nødsaget til at simulere. Dette muliggjorde nye og mere avancerede løsninger: Dansk Folkeforsikringanstalt installerede den første 1410 i 1962, og Handelsbanken fulgte trop umiddelbart efter. I 1965 lancerede Scandinavian Airline Systems (SAS) deres første IBM-baserede booking system, SASCO I, og i oktober 1965 blev ”supercomputeren” IBM 7090 installeret på Danmarks Tekniske Universitet (DTU) efter længerevarende forhandlinger som en gave til uddannelses- forskningsformål.
I 1966 installerede Gentofte Hospital en IBM 1800 process control computer og markerede den første milepæl for eHealth i Danmark. Landbrugets EDB-Central, LEC, blev stiftet i 1962 og anskaffede deres første ”rigtige” computer i slutningen af 60’erne.
Siden 2006 har DTU genopstartet mainframekurser i zOS og mainframeapplikationer. I 2012 blev der ligeledes etableret en mainframe sikkerhedsuddannelse på DTU.

## Marked
IBM mainframes dominerer high-end markedet med over 90% af markedsandelen. Derudover findes også Unisys og deres Clearpath mainframes som er en videreudvikling af Burroughs produkter og tidligere Clearpath mainframes som er baseret på OS1100 produktlinjerne. I 2002 udviklede Hitatchi i samarbejde med IBM zSeries z800 for at dele omkostningerne, men siden da har de to virksomheder ikke samarbejdet på Hitachi’s nyere modeller. Hewlett-Packard udbyder deres unikke Nonstop systemer, som de tilegnede sig sammen med Tandem Computers. I Europa består markedet af Groupe Bull’s DPS, Fujitsu BS2000 og ICL VME, udover IBM’s zSeries, mens Fujitsu, Hitatchi og NEC stadig er tilstede på det japanske marked.